# Tatepeira tatarendensis
Tatepeira tatarendensis là một loài nhện trong họ Araneidae.
Loài này thuộc chi Tatepeira. Tatepeira tatarendensis được Albert Tullgren miêu tả năm 1905.